# 瓦日诺克
瓦日诺克，是匈牙利巴兰尼亚州所辖的一个村。总面积4.75平方公里，总人口120，人口密度25.3人/平方公里（2011年1月1日）。